# Капри (город)
Капри (итал. Capri) — коммуна в Италии, располагается в регионе Кампания, в провинции Неаполь.
Население составляет 7278 человек (на 2004 г.), плотность населения составляет 2353 чел./км². Занимает площадь 3 км². Почтовый индекс — 80073. Телефонный код — 081. 
Покровителем коммуны почитается святой Констанц с Капри (San Costanzo). Праздник ежегодно празднуется 14 мая.